# Charaxes caerulea
Charaxes caerulea är en fjärilsart som beskrevs av Carpenter och Jackson 1950. Charaxes caerulea ingår i släktet Charaxes och familjen praktfjärilar. Inga underarter finns listade i Catalogue of Life.